# Microverde

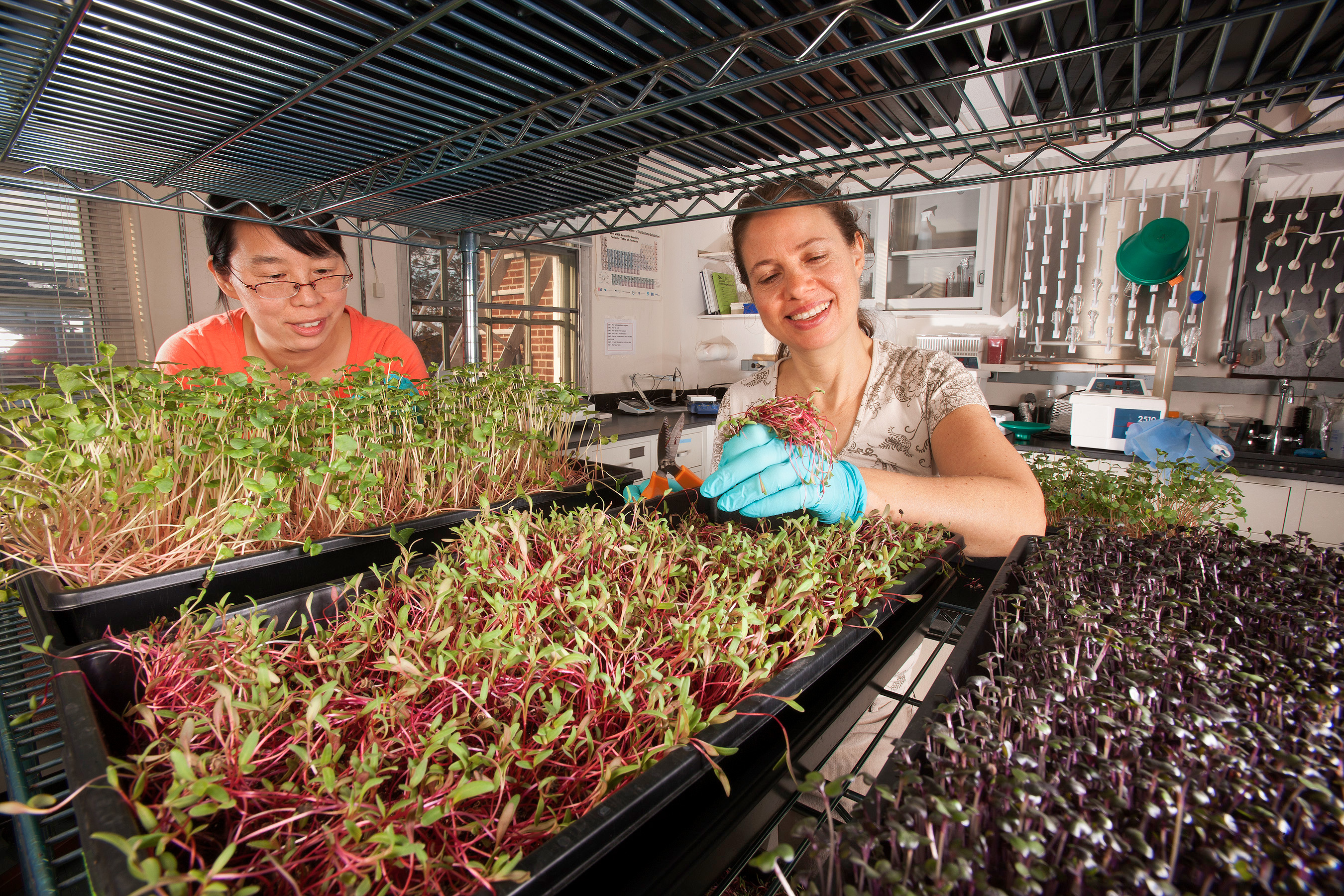
Técnicos cosechando diferentes tipos de microverdes para estudios de durabilidad mínima o vida útil y análisis de nutrientes

Los microverdes , microverduras, micropastos, microhojados, microplantas o microgreens (por su denominación en inglés) son vegetales verdes (que no deben confundirse con germinados o brotes) cosechados  justo después del que el cotiledón de las hojas se ha desarrollado (y posiblemente con un conjunto de verdaderas hojas).  Son cultivadas o compradas por personas centradas en la nutrición, o bien se utilizan como un componente visual y de sabor, principalmente en restaurantes de alta cocina, aunque también se pueden cuidar en casa. Los chefs utilizan microverdes de colores para mejorar el atractivo y el sabor de sus platos con distintas texturas delicadas y sabores únicos, como el dulce y el picante. Los microverdes son más pequeños que las "baby greens", babiverdes o bebiverdes (por ejemplo, espinaca, kale o col rizada, arugula o rúcula, radicchio), pero se recolectan más tarde que los brotes (por ejemplo,brócoli, soja verde o mung, soja, trigo, y girasol). Entre las tiendas de ultramarinos de lujo, ahora se consideran un género especial de verduras, buenas para adornar ensaladas, sopas, sándwiches y platos.
Las verduras jóvenes comestibles se producen a partir de varios tipos de vegetales, hierbas u otras plantas. Su tamaño varía entre 2,5 y 7,6 cm, incluyendo el tallo y las hojas. El tallo se corta justo por encima de la línea del suelo durante la cosecha. Los microverdes tienen las  hojas de cotiledón completamente desarrolladas y generalmente un par de hojas verdaderas muy pequeñas y parcialmente desarrolladas. El tiempo medio de cosecha para la mayoría de los microverdes es de 10 a 14 días desde la siembra la cosecha (a diferencia de los brotes, que se recolectan en la mitad de tiempo, hacia los 7) .
Los germinados y brotes crecen en agua y  se han de almacenar bolsas o tarros en la nevera durante unos días, mientras que los microverdes crecen en tierra y se suelen cosechar en el momento en que se van a consumir.

## Historia
Los microverdes comenzaron a aparecer en los menús de los chefs ya en la década de 1980 en San Francisco. En el sur de California, los microverdes se han cultivado desde mediados de los 90. Inicialmente se ofrecían pocas variedades; las disponibles eran: arugula o rúcula, albahaca, remolacha, kale o col rizada, cilantro y una mezcla colorida de aquella denominada "Mezcla Arco iris" . Después de haberse extendido hacia el este desde California, actualmente se cultivan en la mayoría de las zonas de los Estados Unidos, con un número cada vez mayor de variedades. Hoy en día, la industria estadounidense de los microverdes consiste en una gran variedad de empresas de semillas y crecedores.

## Forma
Los microverdes tienen tres partes básicas: un tallo central, hoja u hojas de cotiledón, y típicamente el primer par de hojas verdaderas muy jóvenes. Poseen diferentes tamaños, dependiendo de la variedad específica cultivada, siendo el tamaño típico de 25 a 38 mm (1 a 1,5 pulgadas ) de longitud total. Cuando el vegetal crece más allá de este tamaño, ya no debe ser considerado un microverde. Los tamaños más grandes han sido llamados petite greens. Los microverdes tienen típicamente de 2 a 4 semanas de edad desde la germinación hasta la cosecha. Tanto los babiverdes (baby green) como los microverdes, carecen de definición legal. Los términos "babiverdes" y "microverdes" son términos de mercática o marquetin utilizados para describir sus respectivas categorías. Los brotes proceden de semillas y se consumen típicamente como una planta entera (raíz, semilla y brote), dependiendo de la especie. Por ejemplo, se ha reportado que los brotes de almendra, calabaza y cacahuete tienen un sabor preferido, cuando se cosechan antes del desarrollo de la raíz.
Los germinados están definidos legalmente y tienen regulaciones adicionales relativas a su producción y comercialización, debido a su riesgo relativamente alto de contaminación microbiana en comparación con otros verdes cuando no han crecido en casa[cita requerida]. Los cultivadores interesados en producir germinados para su venta dentro de EE. UU. deben ser conscientes de los riesgos y precauciones resumidos en la publicación de la Guidance for Industry: Reducing Microbial Food Safety Hazards for Sprouted Seeds (FDA 1999).

## Crecimiento
El cultivo de microverdes es relativamente fácil. Muchos pequeños cultivadores de "patio trasero" han surgido vendiendo sus verduras en mercados de agricultores o a restaurantes. Un recipiente de plástico poco profundo con agujeros de drenaje, como un piso de vivero o una caja de ensalada preenvasada, facilitará el brote y el crecimiento en pequeña escala. El cultivo y la comercialización de microverdes de alta calidad es mucho más difícil. La iluminación artificial no es imprescindible para el cultivo de microverdes. Esto se debe a que los microverdes pueden crecer bajo varias condiciones de iluminación, incluyendo bajo luz natural indirecta y lámparas de crecimiento, o incluso en completa oscuridad, en especial en la fase de germinado. Diferentes condiciones de iluminación pueden cambiar los sabores de los microverdes que se cultivan. Por ejemplo, los microverdes de maíz son dulces cuando crecen en la oscuridad, pero se vuelven amargos cuando se exponen a la luz, debido a los procesos de fotosíntesis que tienen lugar en las plantas que brotan.
Las plantas de la familia de la sombra nocturna (solanáceas) como patatas, tomates, berenjenas y los pimientos, no deben cultivarse y consumirse como microverdes, ya que los brotes de las plantas de sombra nocturna son venenosos. Los brotes de la plantas de sombra nocturna contienen alcaloides tóxicos como la solanina y los tropanos, que pueden causar síntomas adversos en los sistemas digestivo y nervioso.

## Análisis nutritivo

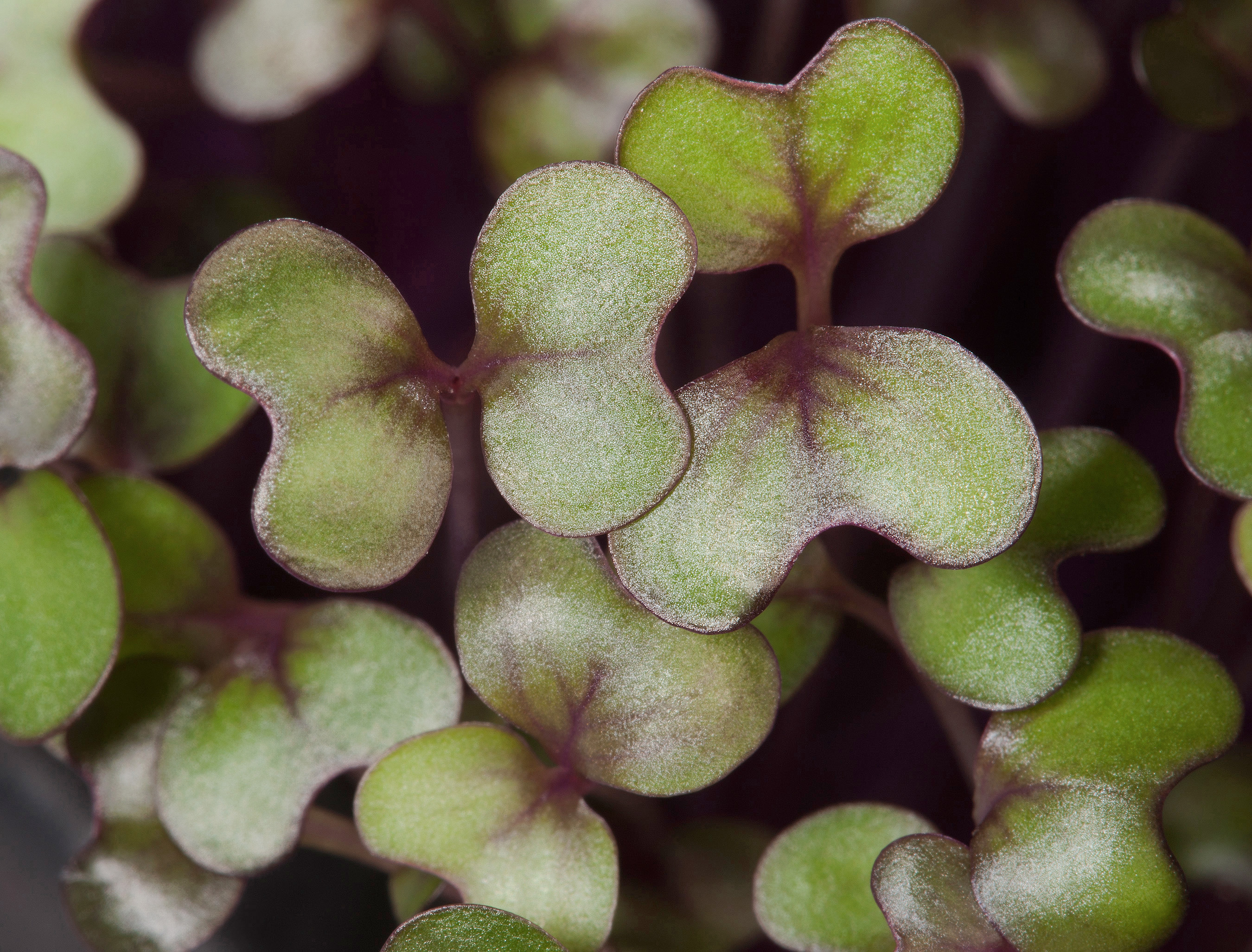
Los científicos del ARS analizaron los nutrientes clave en 25 variedades diferentes de microverdes y encontraron que las microverduras de col roja (mostradas aquí) tenían las mayores concentraciones de vitamina C. Estas nutritivas microverduras están listas para cosechar sólo 10 días después de la siembra.

Los investigadores del Servicio de Investigación Agrícola del Departamento de Agricultura de los Estados Unidos (USDA)  publicaron, a principios de 2014, varios estudios que identifican la composición nutricional y la vida útil de los microverdes. Se probaron 25 variedades, los principales nutrientes medidos fueron el ácido ascórbico (vitamina C), los tocoferoles (vitamina E), la filoquinona (vitamina K) y el betacaroteno (un precursor de la vitamina A), además de otros carotenoides relacionados en los cotiledones y los microverdes.
Entre los 25 microverdes analizados, la col roja, el cilantro, el amaranto granate y el rábano daikon verde, tenían las mayores concentraciones de vitamina C, carotenoides, vitamina K y vitamina E, respectivamente. En general, los microverdes contenían niveles considerablemente más altos de vitaminas y carotenoides -unas cinco veces mayores- que sus homólogos de plantas maduras, lo que indica que los microverdes pueden valer la pena entregarlos frescos durante su corta vida.
En el verano de 2012 el Departamento de Nutrición y Ciencias de la Alimentación de la Universidad de Maryland, llevó a cabo un estudio nutricional de los microverdes, en el que se indicó el prometedor potencial de que las microverduras puedan tener, en efecto, un valor nutritivo particularmente elevado en comparación con las verduras maduras. Bhimu Patil, profesor de horticultura y director del Centro de Mejoramiento de Frutas y Vegetales de la Universidad de Texas A&M, está de acuerdo en que los microverduras pueden tener potencialmente niveles más altos de nutrientes que las verduras maduras. Pero dice que se necesitan más estudios para comparar ambos, de lado a lado. "Este es un muy buen comienzo, pero puede haber mucha variación en los nutrientes dependiendo de dónde se cultiva, cuándo se cosecha y el medio del suelo", dice Patil. Ala hora de elegir un microverde, los investigadores dicen que hay que buscar los de colores más intensos, que serán los más nutritivos.
Los resultados del proyecto de investigación sobre microverduras llevado a cabo por la Universidad de Maryland y el Departamento de Agricultura de los Estados Unidos, han atraído la atención de varios medios de comunicación nacionales, entre ellos la National Public Radio (NPR) y The Huffington Post.

## Comparación de la germinación  de los microverdes
Un brote consiste en la semilla, la raíz, el tallo, mientras que los microverdes se cosechan  tras cortalos de las raíces, que quedan en la tierra.
Los microverdes tienen sabores más fuertes comparados con los brotes y vienen en una amplia selección de formas de hojas, texturas y colores.
Los microverdes crecen en el suelo o en materiales similares al suelo, como el musgo de la turba. Los microverdes requieren altos niveles de luz, preferiblemente luz solar natural con baja humedad y buena circulación de aire. Los microverdes se plantan con una densidad de semillas muy baja en comparación con el procesamiento de los brotes. El tiempo de cosecha es generalmente de una a dos semanas para la mayoría de las variedades, aunque algunas pueden tardar de cuatro a seis semanas. Los microverdes están listos para cosechar cuando las hojas están completamente expandidas. La cosecha se realiza generalmente con tijeras que cortan justo por encima de la superficie del suelo, excluyendo cualquier raíz. Algunos cultivadores las venden mientras están creciendo, enraizadas en las bandejas de crecimiento para que puedan ser cortadas más tarde. Una vez retiradas de su entorno de crecimiento, estas bandejas de microverdes deben usarse rápidamente o comenzarán a elongarse (alargarse) y a perder color y sabor.
Las semillas para obtener brotes se remojada en agua por lo general durante ocho horas y luego se drenan. Se coloca una alta densidad de semillas dentro de un equipo de germinación, de contenedores cerrados o envases caseros, tapados de la luz. La semilla germina rápidamente debido a los altos niveles de humedad que se mantienen en su recipiente. Las semillas también pueden germinar en bolsas de tela, que se remojan repetidamente en agua y se drenan. El proceso de germinación se produce en condiciones de oscuridad o de muy poca luz. Después de unos días de remojo, repetidos enjuagues en agua y secado por drenados (varias veces al día para minimizar el deterioro, generalmente cada 8 horas), el proceso está completo y los brotes están listos para consumir. Si no se consumen en el momento, se pueden guardar en la nevera hasta una semana, ya que en condiciones ambientales, marchitan con rapidez.

Por otro lado, no todas las plantas pueden cultivarse como microverdes, debido a preocupaciones de toxicidad. Por ejemplo, las plantas de sombra de noche (berenjenas, tomates, patatas, etc.) no deben cultivarse como brotes de microverde, ya que sus microverdes (que no sus brotes y germinados) son tóxicos.

## Almacenamiento y transporte comercial
Los microverdes tienen una vida útil o de balda corta y actualmente se están estudiando mejores métodos de almacenamiento y transporte de microverdes, que en este momento se centran principalmente en el trigo sarraceno. Los microverdes comerciales se almacenan con mayor frecuencia en contenedores de plástico tipo "almeja", que no proporcionan el equilibrio adecuado de oxígeno y dióxido de carbono para que respire ningún vegetal vivo. Entre los materiales de embalaje llamados películas, las diferencias de permeabilidad, (véase Permeación), se denominan tasa de transmisión de oxígeno.

Los investigadores del ARS descubrieron que los microverdes de alforfón empaquetados en películas con una tasa de transmisión de oxígeno de 225 centímetros cúbicos por pulgada cuadrada al día, tenían un aspecto más fresco y una mejor integridad de la membrana celular que los empaquetados en otras películas probadas. Siguiendo estos pasos, el equipo mantuvo una calidad aceptable de microverdes de alforfón durante más de 14 días -una extensión significativa, según los autores-. Este estudio fue publicado en LWT-Food Science and Technology en 2013.
Los led o diodos emisores de luz,  proporcionan en la actualidad la capacidad de medir los impactos de las longitudes de onda de banda estrecha de la luz, en la fisiología de las plántulas. Se ha formulado la hipótesis de que el carotenoide zeaxantina es un receptor de luz azul en la fisiología de las plantas. Se llevó a cabo un estudio para medir el impacto de la luz azul de corta duración en los compuestos fitoquímicos, que imparten la calidad nutricional de los microverdes del brócoli en germinación. Los microverdes del brócoli se cultivaron en un ambiente controlado bajo LEDs utilizando almohadillas de cultivo. La luz azul de corta duración actuó para aumentar los importantes compuestos fitoquímicos que influyen en el valor nutritivo de los microverdes del brócoli.